# Musèu dera Val d'Aran
El Musèu dera Val d'Aran és un museu comarcal dedicat a la història, l'art, l'etnografia i l'etnologia de la Vall d'Aran. Amb seu a Vielha, està situat en una casa senyorial d'estil gòtic tardà anomenada Tor deth generau Martinhon, i també ocupa la Casa Joanchiquet de Vilamòs i l'església de Sant Joan d'Arties.
El seu principal objectiu és divulgar la cultura aranesa en tots els seus àmbits, a través de diversos objectes i elements de suport en la seva col·lecció permanent, que representen les diferents èpoques a la Vall d'Aran. El seu discurs museogràfic explica la història de la vall des de l'edat del bronze fins als inicis del segle xxi.
El 2008 es va integrar en la Xarxa de Museus Etnològics de Catalunya.

## Història

### Fundació
La fundació de l'actual museu data de 1983, any en què es va firmar un acord entre diversos ajuntaments de la Vall d'Aran, la Diòcesi d'Urgell, el conseller de Cultura de la Generalitat de Catalunya i la Fondacion Musèu Etnologic dera Val d'Aran. Tot i així, els seus antecedents són anteriors a aquest acord, i es troben en la constitució de 1973 de la fundació de caràcter cultural Fondacion Musèu Etnologic dera Val d'Aran. Va ser la fundació, la que va aconseguir dos dels tres espais que ocupa en l'actualitat el museu: la Tor deth Generau Martinhon, actual seu del museu, i l'església de Sant Joan d'Arties, cedida pel Bisbat d'Urgell.
El projecte museogràfic que es va crear per a la seva fundació seguia el model innovador d'Henri Rivière, l'ecomuseu, tot inspirant-se en projectes ja desenvolupats a França. Aquest primer projecte ja preveia la utilització de l'església de Sant Joan d'Arties com a equipament cultural independent, la realització de rutes d'interès natural i paisatgístic, i la remodelació d'una borda al Baish Aran.
En els seus inicis, el 1983, el patronat del museu estava format per la Generalitat de Catalunya, el Bisbat d'Urgell, els Ajuntaments de la Vall d'Aran que participaven en el projecte fundacional, i la Fondacion Musèu Etnologic dera Val d'Aran. I a partir de 1992 amb la creació del decret 305/1992, de 14 de desembre, es van transferir les competències i serveis de la Val d'Aran en matèria de cultura, de la Generalitat de Catalunya al Conselh Generau dera Val d'Aran. I en el Ple de la Comissió de Govern de la Generalitat-Conselh Generau dera Val d'Aran celebrat el 5 de novembre de 1992 es va decidir que entre les competències que es traspassaven al Conselh Generau, seguint la Llei 16/1990 en matèria de patrimoni cultural, s'incloïa la gestió dels museus, i concretament s'estipulaven com a mitjans financers una partida de 5.200.000 pessetes per al funcionament del Musèu dera Val d'Aran. Així doncs, des del 5 de novembre de 1992 el museu depèn del Conselh Generau dera Val d'Aran, i és gestionat des del Departament de Cultura i Política lingüística.

### Museografia

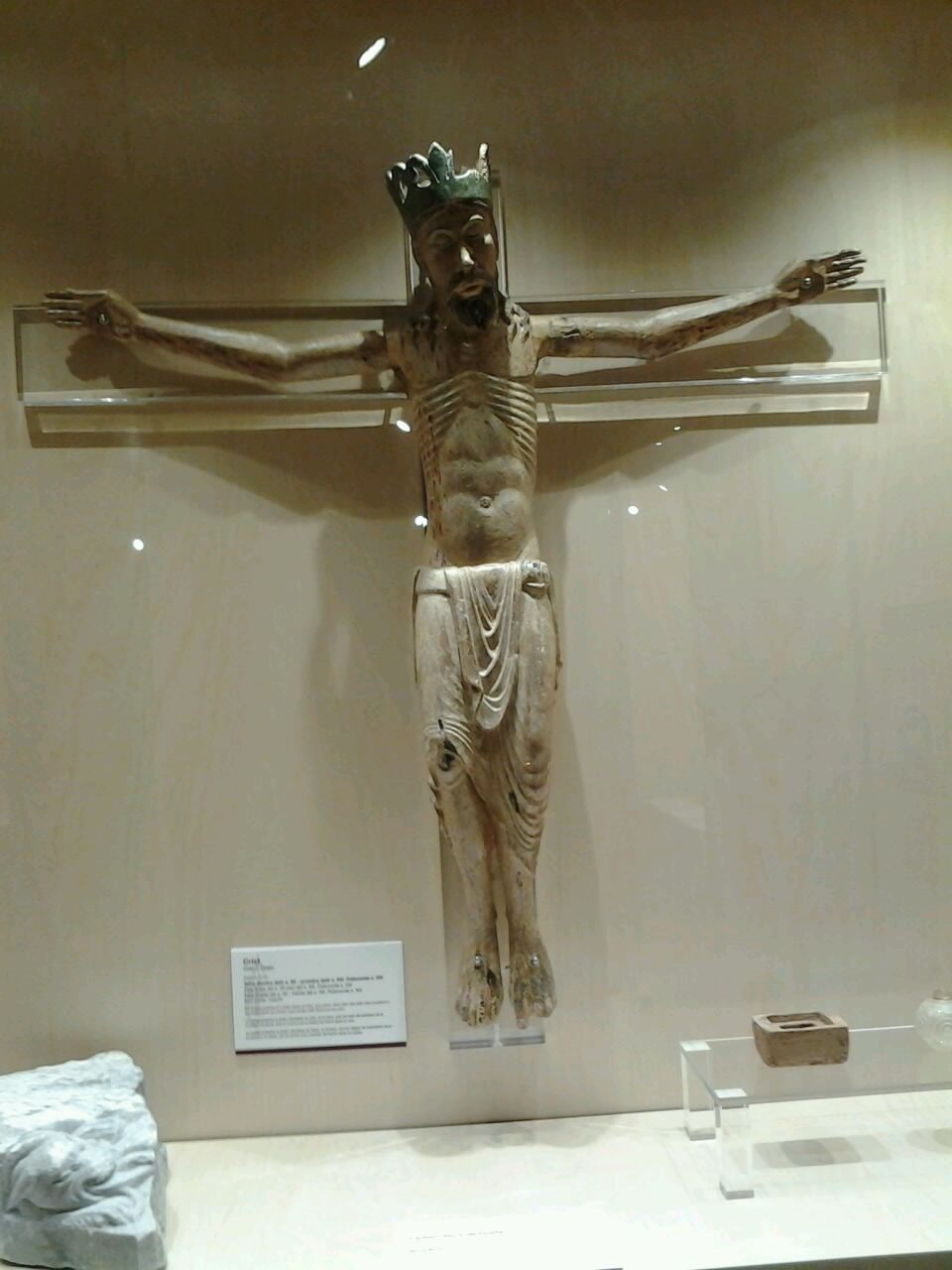
Crist de Casarilh. Actual projecte museogràfic.

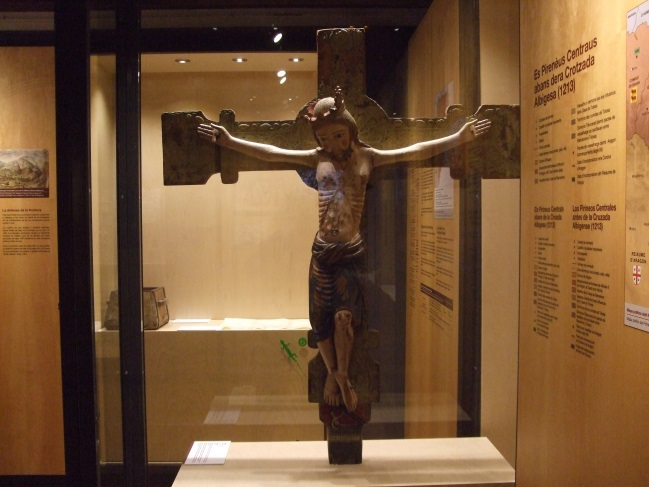
Crist d'Escunhau. Actual projecte museogràfic.

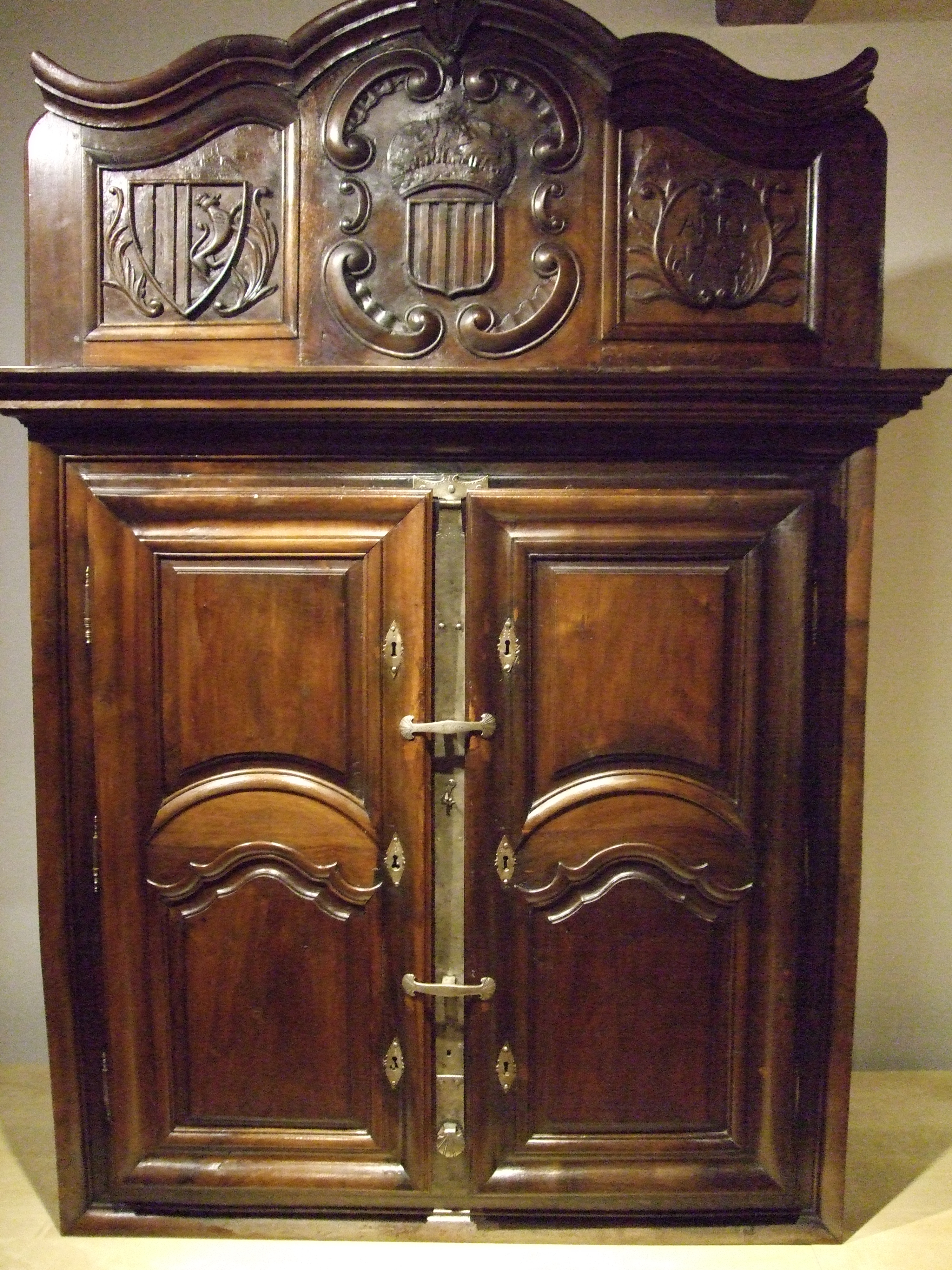
Armari dels privilegis o de les sis claus. Actual projecte museogràfic.

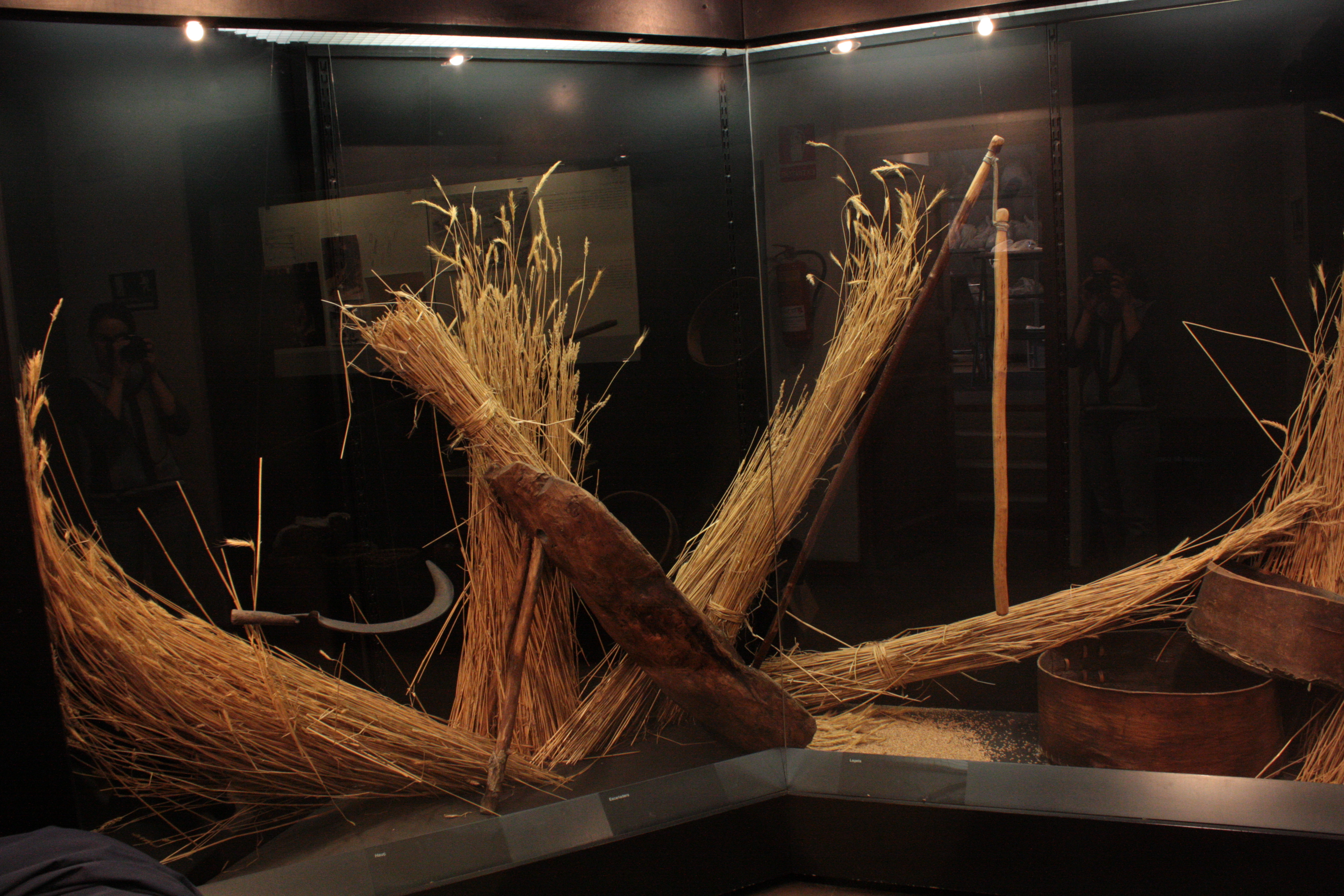
Presentació del segon projecte museogràfic. Tècnica del Museu.

El projecte museogràfic inicial, realitzat per Josep Maria Trullén i Thomas el 1983, preveia la idea d'un ecomuseu. Aquest model de museu de l'home, també conegut com a museu de societats, intenta explicar l'evolució històrica de la població d'un territori a partir dels conceptes de territori, patrimoni, població, una pedagogia i una manera original de funcionar. I com a mitjans utilitza diversos elements artístics, etnogràfics, arqueològics... de la zona per tal de dur a terme el seu discurs museogràfic. La seva presentació es basava en la col·lecció de diversos objectes en vitrines amb cartel·les informatives, seguides de fotografies antigues i d'una explicació en aranès situada en els murs.
En el segon projecte museogràfic, realitzat el setembre de 2006 per Jusèp Boya e Busquets, es mantenen els objectius, funcions i la filosofia del museu, però es va produir un canvi en la presentació de la seva col·lecció permanent, mantenint el seu discurs museogràfic i ampliant-lo fins a arribar a la Val d'Aran en el segle xxi, tot ampliant a vuit els àmbits, i canviant-ne una mica la seva estructura. D'aquesta manera van quedar els àmbits següents: Era cunhèra dera Garona, Era conquista dera monthana, De Nacion Occitana, Un país de frontèra, Era petita republica, Un poble de pagesi e de pastors, Eth temps des centraus i Era val der òr blanc. La presentació d'aquest segon projecte continuava sent molt similar al del projecte inicial. Presentaven els diversos elements que formen la col·lecció permanent dins de vitrines amb cartel·les, i amb l'acompanyament de fotografies i textos en aranès; però incloïa com a novetats la utilització de recursos audiovisuals i interactius que permetien ampliar les explicacions d'una manera molt dinàmica.
Des de 2010 el museu està actualitzant el seu projecte museogràfic, per tal d'adaptar-lo a les necessitats dels visitants en l'actualitat, dinamitzar l'exposició permanent, i ampliar el discurs museogràfic de l'evolució històrica de la Val d'Aran fins a inicis del segle XXI. Tot i així, el museu continua mantenint les funcions i els objectius inicials d'aproximar la cultura aranesa a la població seguint el model dels ecomuseus o museus de societat. El museu que consta de quatre plantes. A la planta baixa hi ha un espai de recepció, d'atenció al visitant, on trobem també una llibreria amb publicacions especialitzades sobre la cultura aranesa. I a les següents quatre plantes trobem la col·lecció permanent pròpiament dita, que amb un recull d'objectes arqueològics, artístics i etnogràfics explica l'evolució històrica de la vall.
Dins dels canvis realitzats en el nou projecte museogràfic destaquen la inclusió del català i el castellà tant en les explicacions situades en els murs, com en les cartel·les, com en les pantalles interactives i audiovisuals, a més a més de l'escurçament de la informació aportada a les parets, tot substituint-la per a aportar més informació en els recursos audiovisuals i fer així l'exposició més dinàmica.

## Descripció

### Espais
En la primera planta trobem un gran audiovisual, i un mapa acompanyat d'una pantalla interactiva on s'explica la geografia aranesa.
En la segona planta trobem un recull de peces artístiques i arqueològiques com el Crist d'Escunhau o el Crist de Casarilh, i una sèrie de vasos ceràmics de l'antiguitat trobats a la Vall d'Aran que ens expliquen també amb l'ajuda de cartel·les, gràfics i pantalles interactives quina ha estat l'evolució de la vall des de la prehistòria i fins a l'època moderna, passant també per explicar quina ha estat l'evolució de parlants de la llengua aranesa.
En la tercera planta trobem l'Armari des Privilègis o des Sies Claus, un armari del segle xviii de la parròquia de Sant Miquel de Vielha que guardava els documents del Conselh Generau de la Val d'Aran, tenint sis panys amb sis respectives claus només es podia obrir en presència dels consellers, en el seu interior és on es va trobar la Carta Magna de la Val d'Aran anomenada Era Querimònia, i també es troben altres utensilis i vestimenta utilitzades pels membres del consell, aquest pis va acompanyat d'explicacions amb cartel·les i als murs que inclouen gràfics i mapes, on s'explica la jerarquia política que tenien en el consell.
Els àmbits i la informació d'aquesta tres primeres plantes, tret de l'escurçament de la informació, i la traducció d'aquesta, no han canviat respecte al projecte museogràfic del 2006.
I finalment, en el quart pis, s'explica l'evolució història, molt lligada a l'evolució industrial en la Vall d'Aran en època contemporània, és aquí on trobem objectes que s'utilitzaven en la Mina Victòria d'Arres, on s'explica l'evolució dels pobles de pagesos i pastors, l'arribada de les centrals hidroelèctriques, i una sèrie de festes, romeries, i balls tradicionals de diferents pobles de la Vall d'Aran, tot explicat a través d'informació en el mur, uns quants objectes en vitrines, alguns gràfics i mapes, i una pantalla interactiva.
És en aquesta planta en la que trobem més canvis respecte al projecte museogràfic anterior, el de setembre del 2006, doncs no només s'ha traduït i escurçat la informació sinó que s'ha variat canviant les fotografies dels diferents àmbits, i afegint els àmbits «Era epòca des mines», «Enter era descoberta e eth plaser», «Es comunicacions tamb Espanha», a més a més d'afegir un espai dedicat a les tradicions com les processons i les danses d'alguns pobles de la vall, suprimir l'àmbit « Era val der òr blanc », i afegir informació en un mur sobre l'arribada a través dels pirineus de jueus d'altres països d'Europa durant l'Holocaust, en un àmbit titulat «Perseguits i Salvats».
Hem de destacar que una altra de les apostes importants que s'està fent en l'actualitat en el museu és en la creació i adaptació de noves activitats dirigides als infants, en la primera i la segona planta trobem un joc de pistes i proves, i en la quarta planta trobem la recreació de les mines victòria, totes aquestes activitats acompanyades d'uns quaderns anomenats Es talhèrs deth MdVA (Musèu dera Val d'Aran) que presenten el museu als més petits des de la visió d'un historiador/a, o d'un arqueòleg/a, o a través de seguir el rastre d'una sargantana.

### Exposició permanent
En l'exposició permanent del museu s'exposen algunes de les 2.584 peces, entre peces d'arqueologia, artístiques i etnogràfiques, amb les que compta el seu fons museístic. Entre aquestes hem de destacar tres peces de gran rellevància:
- El Crist de Casarilh (procedent de l'església de Sant Tomás de Casarilh): és una talla de fusta policromada de finals del segle xii i inicis del segle xiii de manufactura aranesa. Format per tres peces de fusta engalzades que conformen el cap, el cos i les cames, representa un crist coronat (amb una corona on s'hi representa la flor de lis) o en majestat de 103 x 103 x 15 cm, de cara ampla, nas fi, ulls grans, boca petita i barba generosa, que vesteix amb un llençol des de la cintura fins als genolls. En el tors nu s'aprecia el treball minuciós dels aspectes anatòmics, sobretot en la zona de les espatlles. La policromia actual no és l'originària sinó que data del segle xiv.[13] El Crist es presenta fixat sobre una creu del segle xix, època a la qual segurament corresponia la policromia anterior a la restauració duta a terme pel Servei de Restauració de Béns Mobles de Catalunya del 2012, on es va poder deixar a la vista la policromia subjacent del segle xv que es pot veure avui en dia en el Musèu dera Val d'Aran. La peça va ser presentada a l'exposició internacional d'art romànic de Barcelona el 1961, i actualment s'exposa en una vitrina en la segona planta del Musèu dera Val d'Aran.[14]

- El Crist d'Escunhau (procedent de l'església de Sant Pere d'Escunhau): és una talla romànica del segle xiii realitzada en fusta policromada, formada per una imatge de Crist de 92 x 75 cm i una creu de 141 x 108 x 3'5 cm, que es considera procedent del taller d'Urgell. Representa un crist coronat o en majestat de cara ampla, nas fi, ulls grans, boca petita i barba generosa, amb el bust poc treballat, que vesteix de la cintura fins als genolls amb un llençol. La creu presenta en la seva policromia, la representació de l'Agnus Dei i en les interseccions dels braços i en els extrems de la creu el tetramorfs, també s'aprecia una inscripció mig despintada en la creu on es pot llegir “S MARCHUS” (al braç dret), “S LUCHA” (al braç esquerra) “ANES” (en el braç superior de la creu) i “S” i “M” en la part inferior. Tal, i com les inscripcions estan incompletes per la pèrdua de capa pictòrica, també s'ha perdut la representació de l'àliga de Sant Joan que estava situada en la part superior, i la meitat de la figura de l'àngel, símbol de Sant Mateu Evangelista, situada en la part inferior. L'anvers de la creu està decorat amb motius florals en relleu amb aplicacions de pasta que possiblement són fruit d'una restauració.[13] Originalment s'exposava en l'altar de l'església davant les portes d'un sagrari barroc, i més tard es va passar a conservar en una casa particular del poble d'Escunhau.[15] Actualment s'exposa en la segona planta del Museu, dins d'una vitrina.

- L'Armari dels Privilegis o de les Sis Claus és un armari del segle xviii procedent de la parròquia de Sant Miquel de Vielha que guardava els documents del Conselh Generau de la Val d'Aran. Compta de sis panys amb sis respectives claus que li donen nom. L'armari només es podia obrir en presència dels consellers i era on es guardava i on es va trobar la Carta Magna de la Val d'Aran anomenada Era Querimònia, a més a més d'altres utensilis i vestimenta utilitzades pels membres del consell.[16]

## Edificis
El museu està format per tres espais: la seu situada a la Tor deth Generau Martinhon a Vielha, l'Ecomusèu çò de Joanchiquet de Vilamòs i l'església de Sant Joan d'Arties.

### Tor deth Generau Martinhon a Vielha
L'actual seu del museu està situada a Vielha en la Tor deth Generau Martinhon, Carrer Major n°26. L'edifici del Musèu dera Val d'Aran és una obra de Vielha e Mijaran (Vall d'Aran) declarada bé cultural d'interès nacional. És un casal d'epoca gòtico-renaixentista, dit també Casa Santesmasses, situat al xamfrà del carrer Major i del carrer de la Torre, al Cap dera Vila, i que des del 1984, que fou restaurat, estatja el Museu Etnogràfic dera Val d'Aran, de la xarxa de museus de la Generalitat de Catalunya. És un edifici de planta rectangular, amb una torre octogonal adossada a l'angle NE. El portal s'obre a la façana del carrer Major, i té al damunt un petit escut llis, partit per dues barres. Al primer pis i a la torre s'obren un seguit de finestres renaixentistes, amb mainell i travesser de pedra, i motllures guardapols. A l'angle SE hi ha una torreta de guaita. La torre, amb coberta de pavelló, té un seguit de mènsules al capdamunt. L'edifici annex del carrer de la Torre té el portal datat el 1610 i finestres amb motllures.

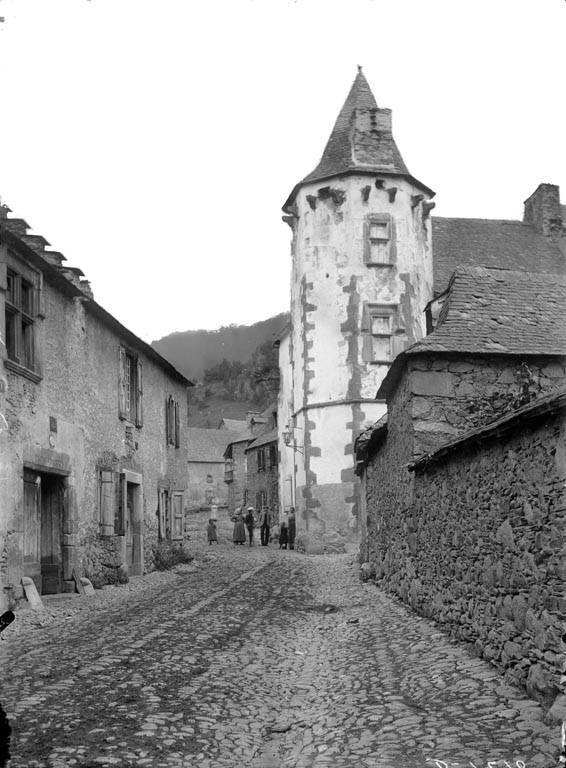
Tor deth Generau Martinhon, fotografiada per Juli Soler i Santaló l'any 1907.

La Tor deth Generau Martinhon és una fortificació que data dels volts de 1610 i que és representativa de l'arquitectura aranesa d'aquest període. El Museu està format per la unió de diversos edificis i és de planta rectangular. La seva façana principal és la que queda a l'est, la qual destaca per tenir una porta ampla amb llinda, i les finestres decorades amb motllures i guardapols d'estil renaixentistes, que en les altres façanes es transformen en finestres de naturalesa més senzilla possiblement obertes al segle xx. En aquesta façana trobem una torre de planta octogonal que és la que li dona el nom a l'edifici, i la porta d'entrada que està decorada amb un escut d'armes. Cal destacar les espitlleres d'armes de foc que podem observar al llarg de l'edifici. L'altre element que destaca de la construcció és el mirador, l'aspecte actual del qual és fruit de la restauració de 1983. A la façana nord trobem una altra porta, la que du la inscripció que indica aproximadament l'any de construcció de l'edifici, el 1610, i unes mènsules d'un antic matacà.
Si repassem la història de la casa trobem que aquesta va ser comprada el 1860 com a residència familiar pel metge Agustí Puyol. I que posteriorment també va ser coneguda amb el nom de Tor de Santesmasses, perquè va ser propietat de Miquel Santesmasses, qui es va casar amb Victòria Puyol Deó, la filla del doctor Puyol. L'organització interior de l'espai molt possiblement es deu a la reforma que patí l'edifici el 1945, quan fou llogada per la Compañía Productora de Energía Eléctrica. L'edifici, d'estil gòtic tardà, va ser classificat com a bé cultural d'interès nacional l'any 1949. Més tard la va comprar Miquel Farré i Albagés, el 1974, qui la va cedir com a seu del Musèu dera Val d'Aran. Durant els anys 1982 i 1983 es va reformar per a albergar el museu. Tot i ser una fortificació l'edifici no s'ha pogut relacionar amb cap fet bèl·lic.

### Ecomusèu çò de Joanchiquet de Vilamòs
La casa Joanchiquet està situada al carrer principal de Vilamòs, uns dels pobles de la Val d'Aran que ha conservat millor l'arquitectura i l'urbanisme tradicional. Joanchiquet representa la casa tradicional aranesa coneguda en aranès com auviatge, tant en la seva arquitectura com en els seus elements interiors. L'auviatge està format per diversos edificis que inclouen la casa, el jardí i els estables entre d'altres, que s'estructuren al voltant de la casa. El seu discurs museogràfic, basat també en el model de l'ecomuseu, se centra a mostrar com era el dia a dia de la gent de la vall a principis del segle xx, que és quan aquesta va ser abandonada, i són els elements que han intentat recuperar en la seva restauració. La casa va ser inaugurada com a museu el 17 de juny de 1996.

### Sant Joan d'Arties
L'església de Sant Joan d' Arties és un dels exemples més ben conservats d'arquitectura gòtica aranesa. Tancada durant la Guerra Civil de 1936 a 1939, aquest monument va patir durant els anys un greu procés de degradació, que va acabar amb la seva restauració com a sala polivalent on se celebren tot tipus d'esdeveniments culturals, exposicions, conferències, col·loquis i presentacions de llibres. En un inici s'havia pensat a utilitzar aquest espai com a Musèu d'Art Religiòs, però finalment es va configurar com a sala d'exposicions temporals. En els darrers anys el museu ha intentat estimular la visita d'aquest edifici a través d'algunes exposicions com la «De lin e de Ian» finançada per la Fundació la Caixa i inaugurada el 31 d'octubre de 1998 fins al 1999, on s'exposava i s'explicava la vestimenta típica aranesa dels segles xviii i xix.

## Galeria

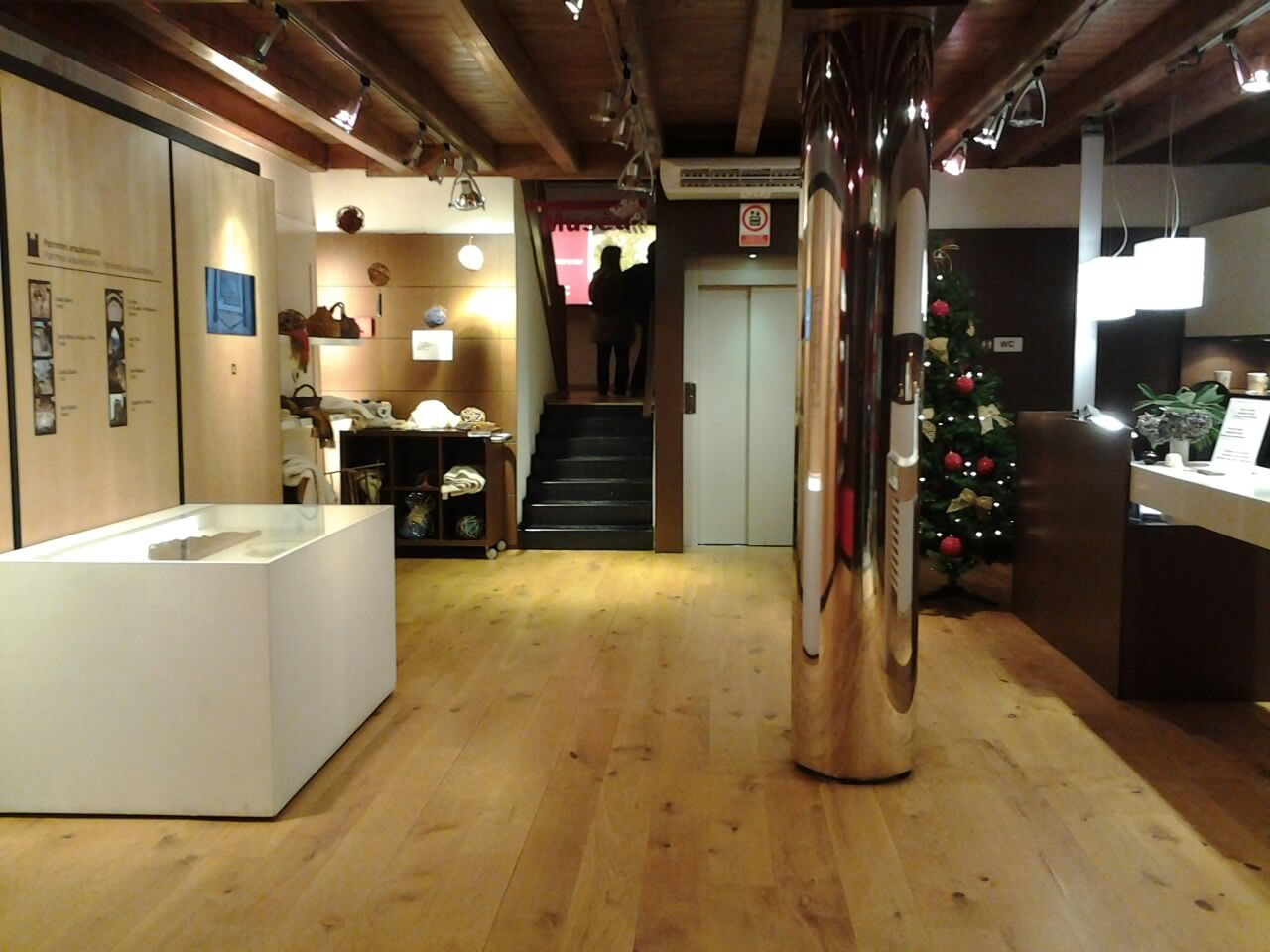
Planta Baixa. Actual projecte museogràfic.
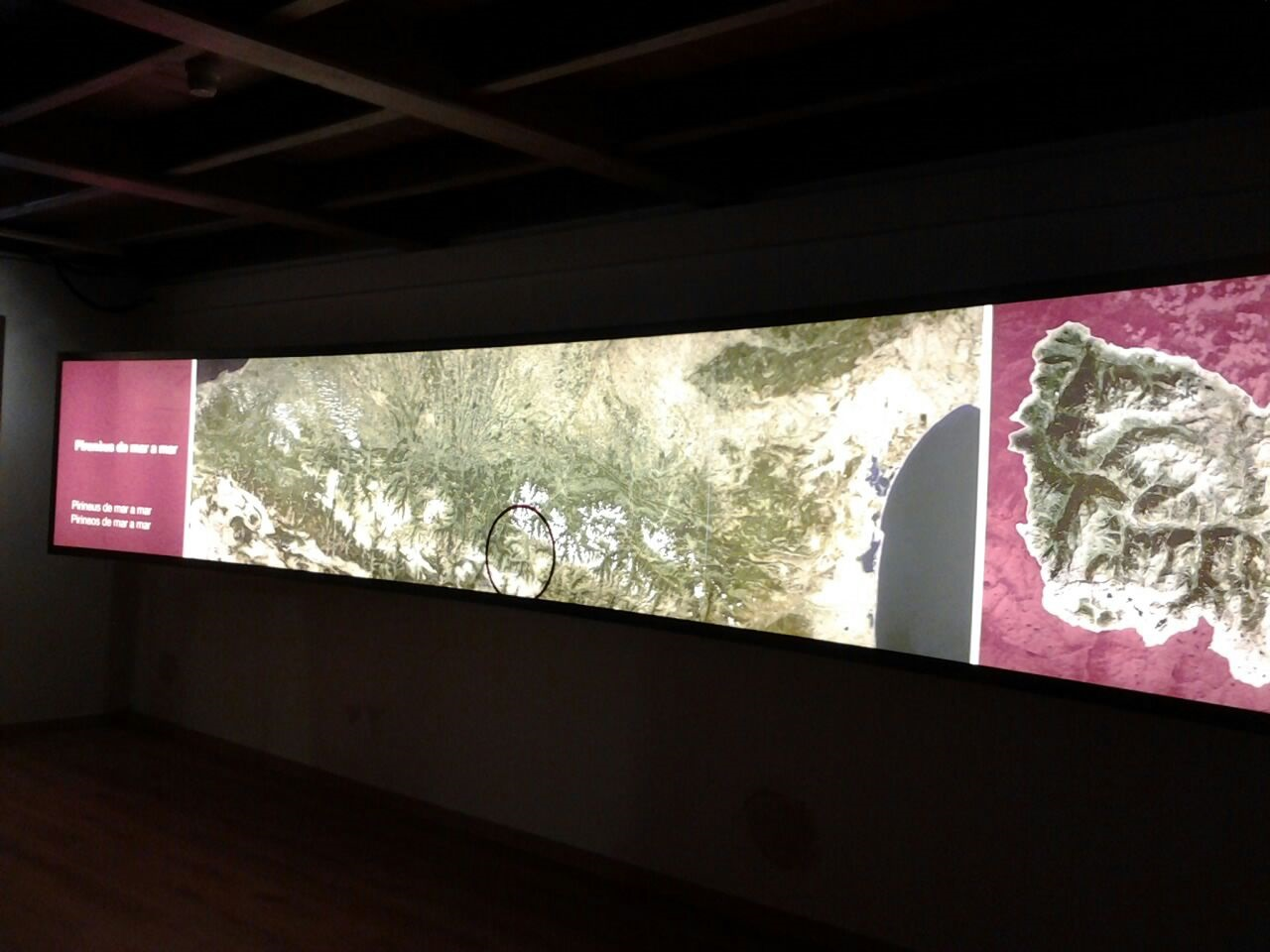
Primera planta. Actual projecte museogràfic.
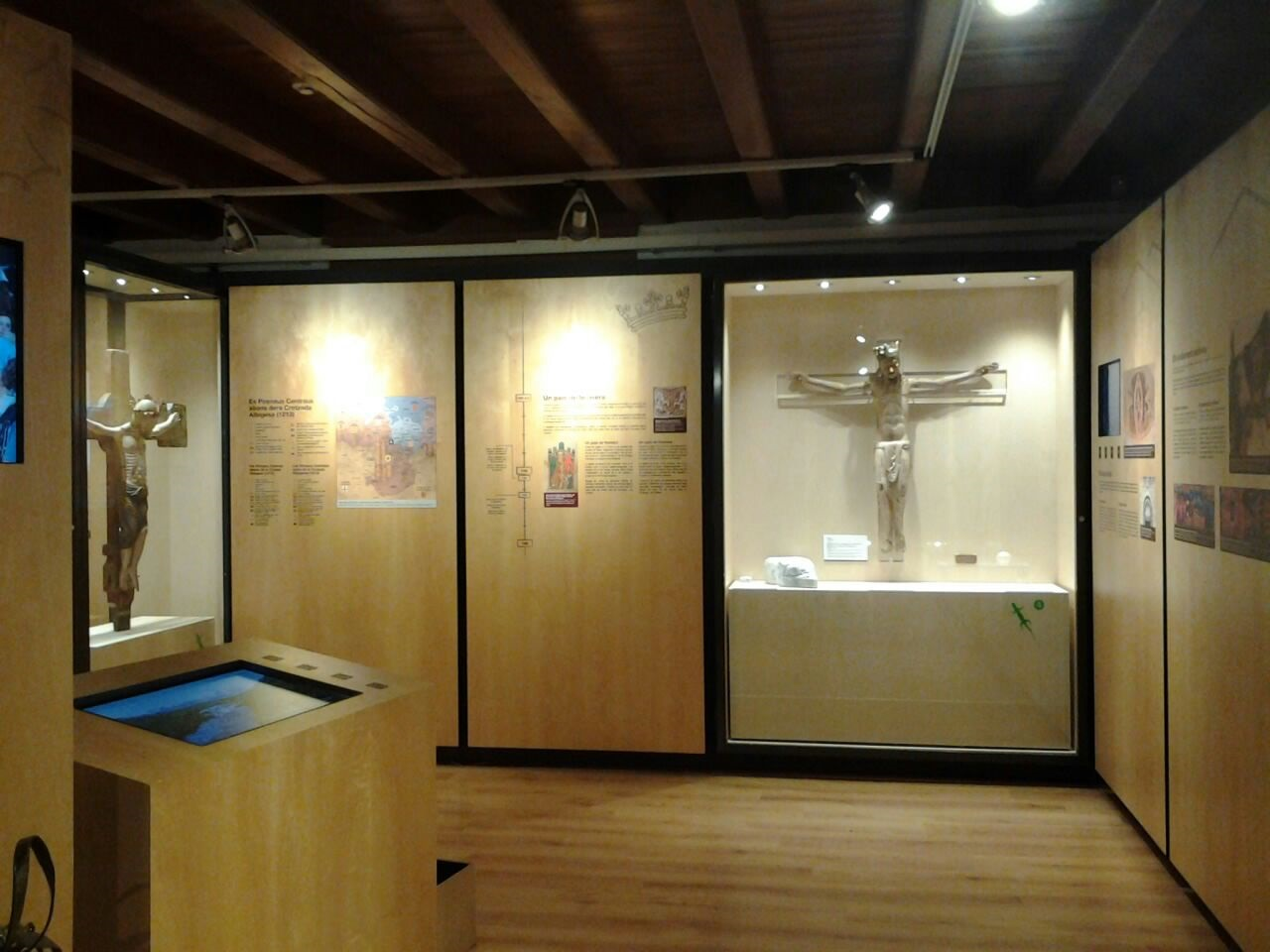
Segona planta. Actual projecte museogràfic.
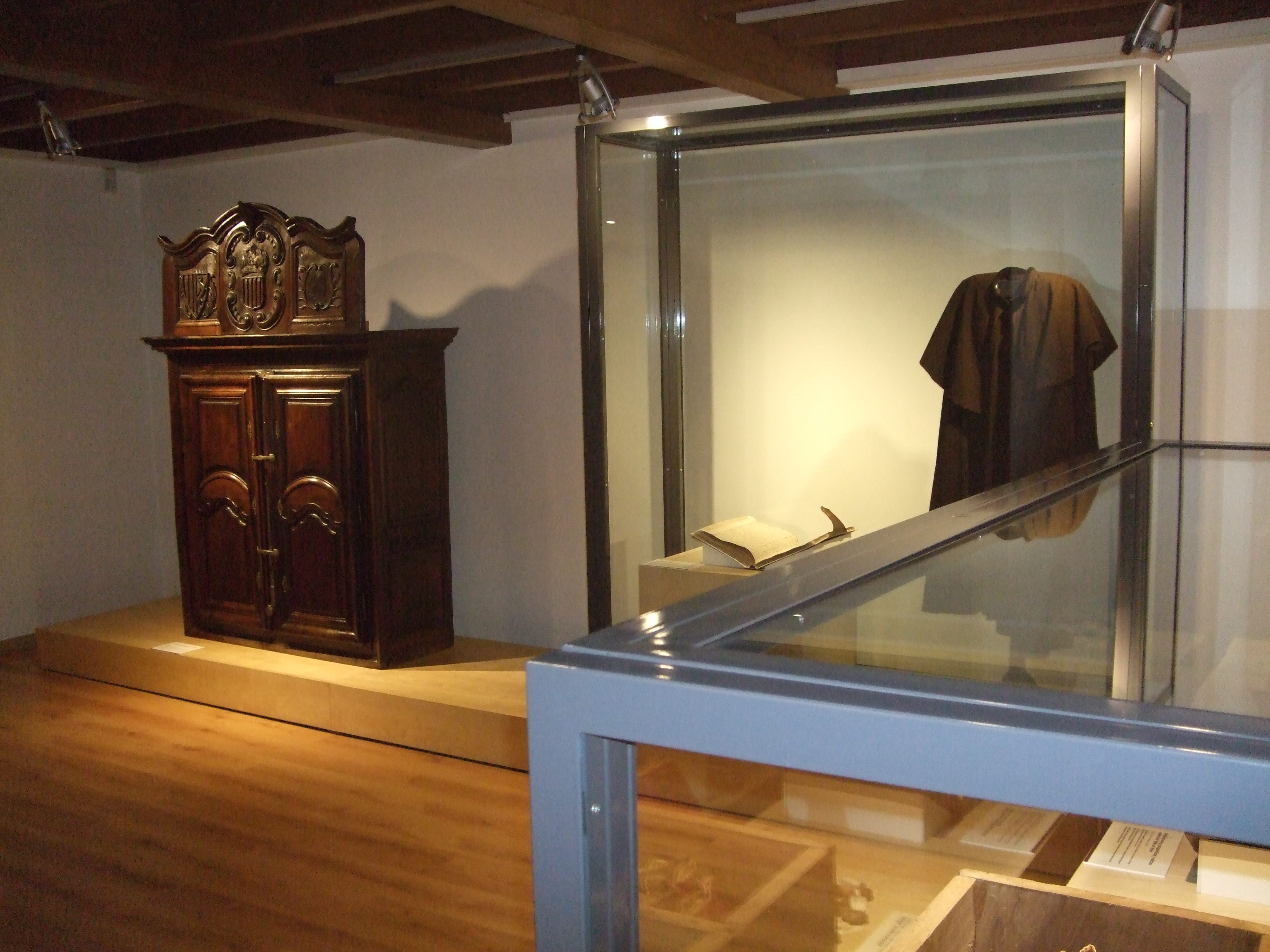
Tercera planta. Actual projecte museogràfic.
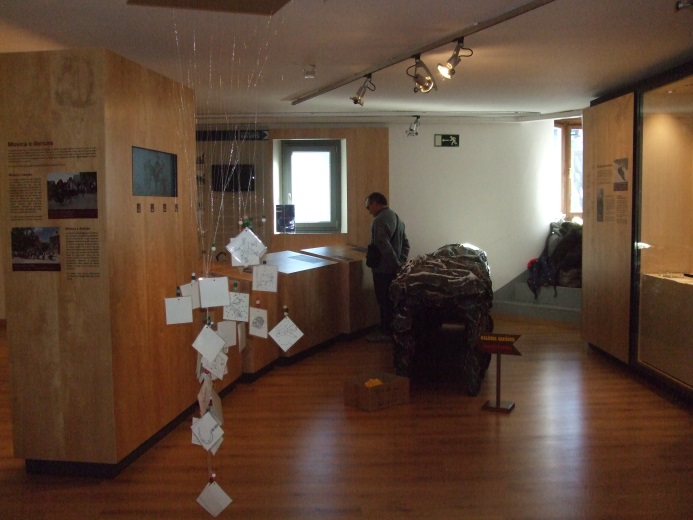
Quarta planta. Actual projecte museogràfic.
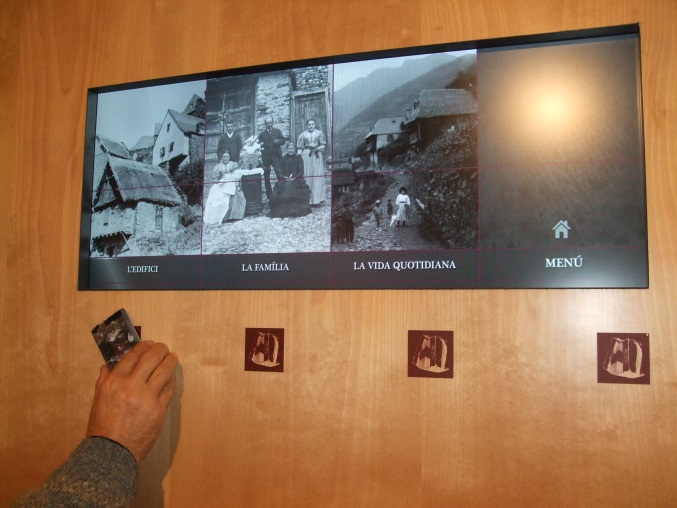
Pantalla interactiva. Actual projecte museogràfic.
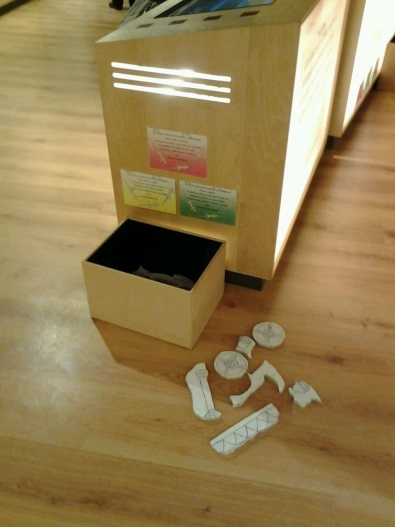
Joc per als infants. Actual projecte museogràfic.
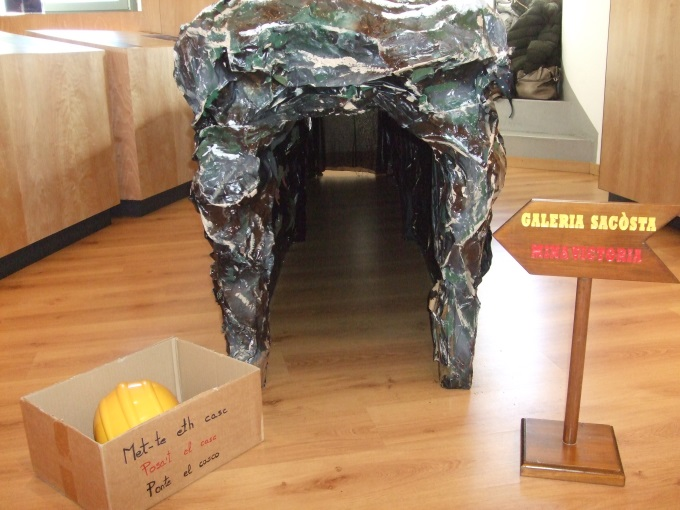
Recreació de la Mina Victòria, joc per als infants.Quarta planta, actual projecte museogràfic.